# Maison Morice (Josselin)
Pour les articles homonymes, voir Maison Morice.
La maison Morice, également appelée maison des Porches, est une maison de Josselin, dans le Morbihan (France).

## Localisation
La maison est située au 21 rue Olivier-de-Clisson, environ 70 m au nord de la basilique Notre-Dame du Roncier.

## Historique

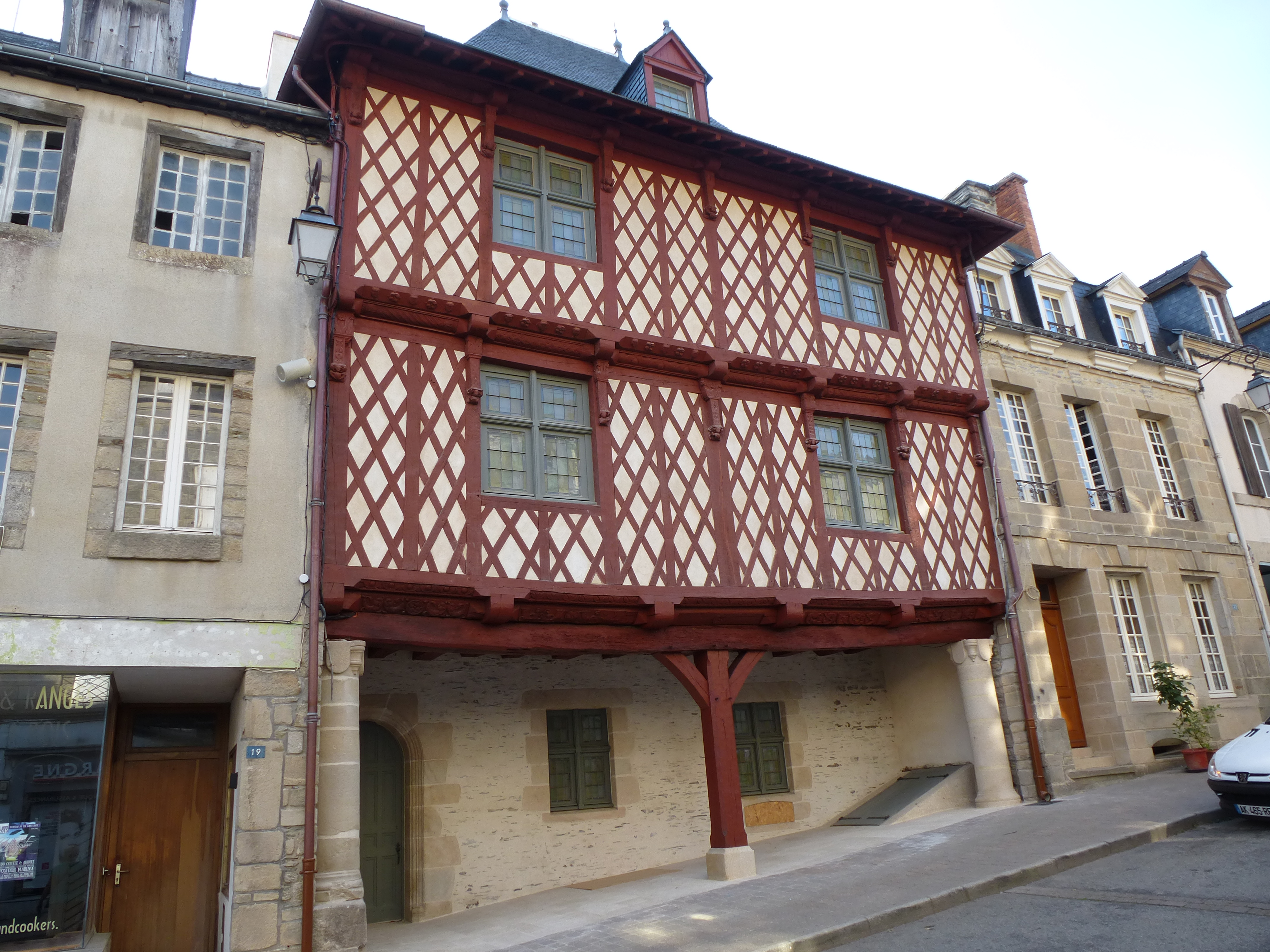
Élévation sur la rue Olivier-de-Clisson.

La maison est construite dans le courant du XVIe siècle et est mentionnée pour la première fois en 1584.
Les toitures sont inscrites au titre des monuments historiques par arrêté du 17 mai 1933, tandis que la façade donnant sur la rue Olivier-de-Clisson est classée par arrêté du 9 mars 1939.
Auparavant dénommée « maison au porche », elle prend sa dénomination actuelle de « maison Morice » lors de sa protection en 1933.

## Architecture
L'édifice est bâti sur trois niveaux, la façade des deux étages étant construite en pans de bois, dressant un encorbellement sur le rez-de-chaussée. À l'origine portique, celui-ci est maintenant constitué d'une boutique dont la devanture est de menuiserie.
Dans les étages, les pans de bois étaient originellement recouverts d'un enduit. Des imitations de harpes étaient formées autour des angles et fenêtres. Les sablières et la poutre maîtresse sont sculptées d'élégants reliefs. À l'entrée, la poutre maîtresse repose sur des piliers cylindriques en granite, dont les chapiteaux sont ornés d'armoiries.

Détail d'une sablière
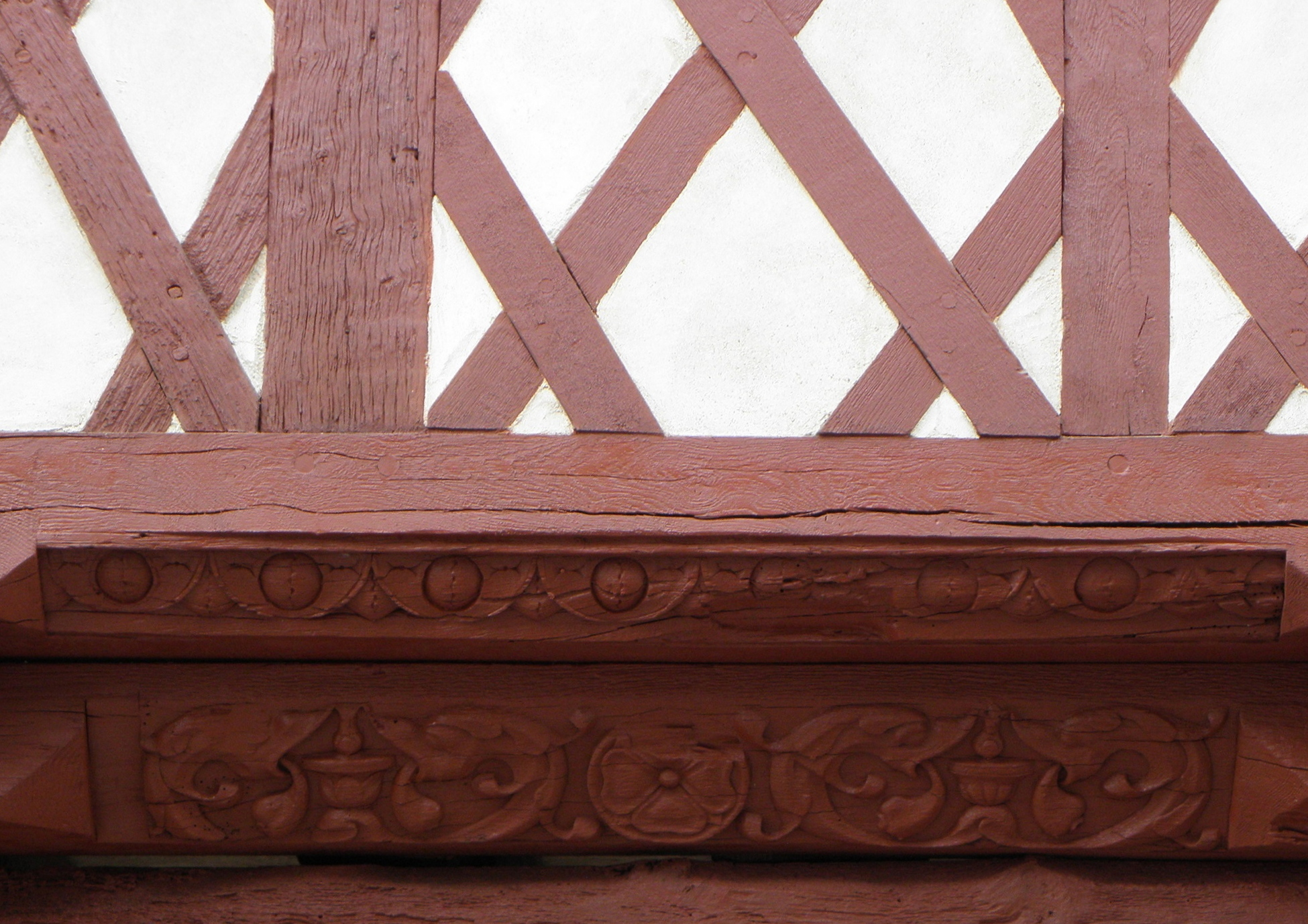
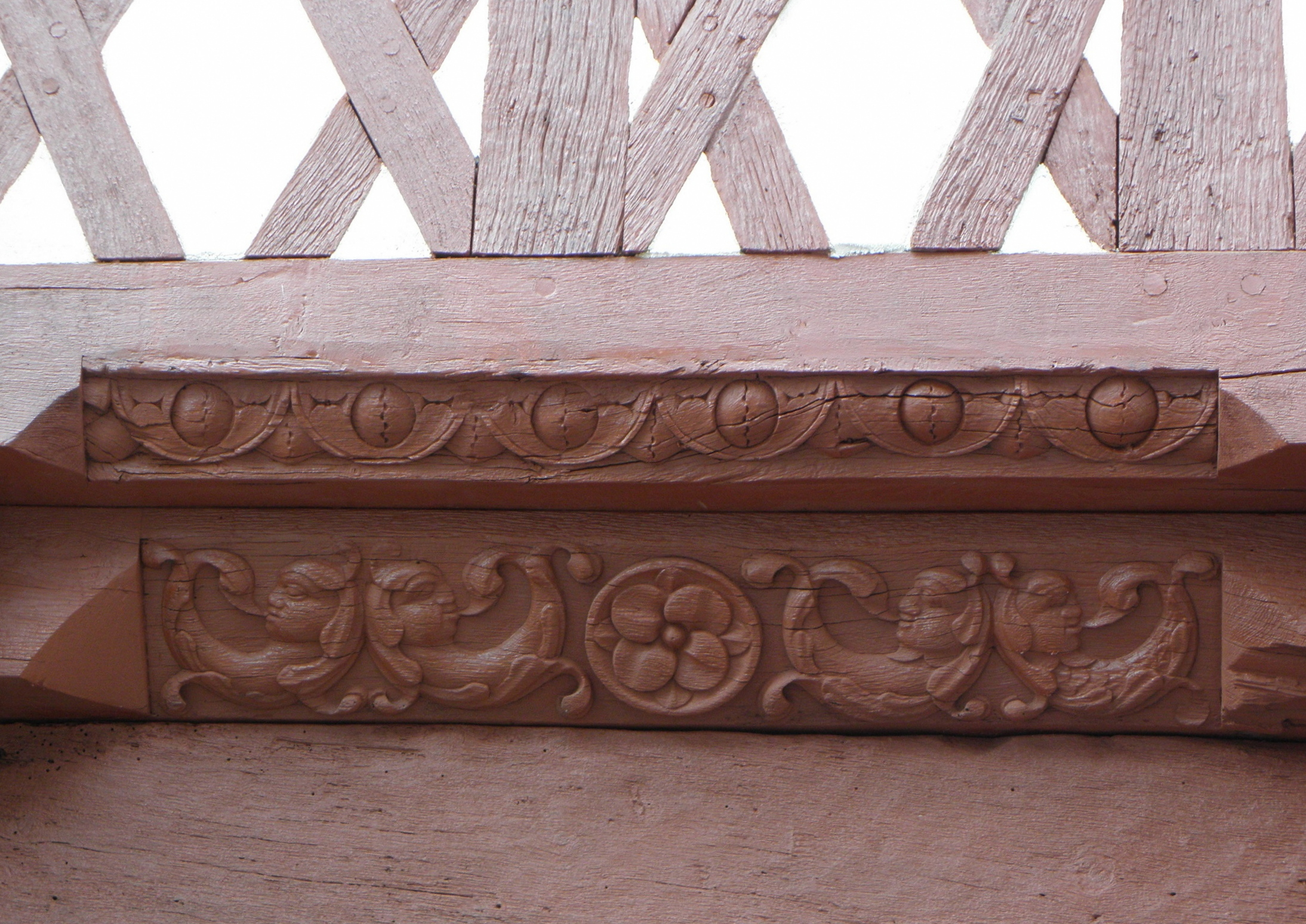
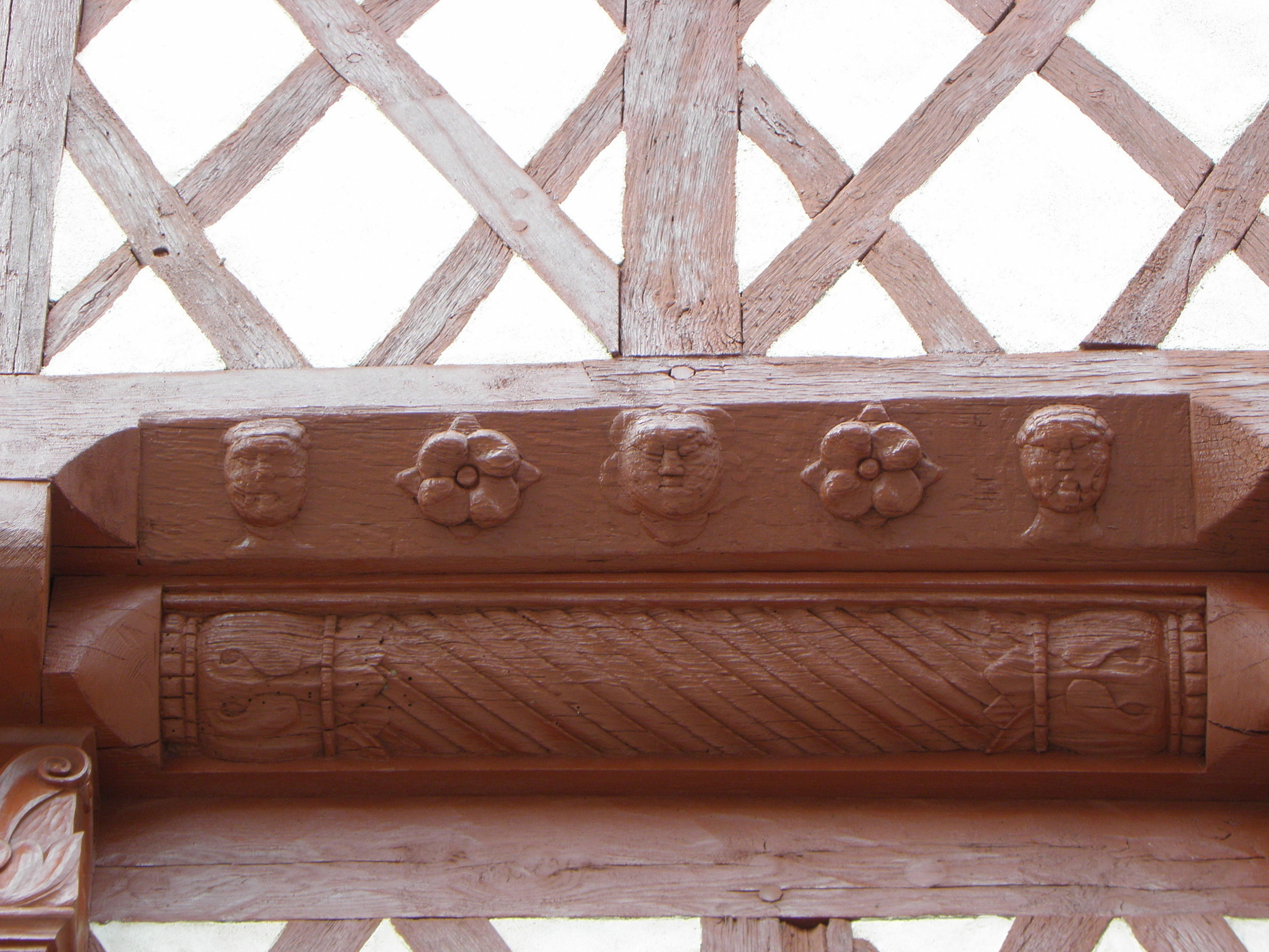